# Podsavezna nogometna liga NP Karlovac 1956./57.
| Mj. | Klub                         | Sus.                   | Pobj.                  | Ner.                   | Por.                   | GR.                    | Bod.                   |
| --- | ---------------------------- | ---------------------- | ---------------------- | ---------------------- | ---------------------- | ---------------------- | ---------------------- |
| 1.  | NK Radnik Karlovac           | 22                     | 20                     | 0                      | 2                      | 80:22                  | 40                     |
| 2.  | NK Metalac Karlovac          | 22                     | 16                     | 2                      | 4                      | 93:23                  | 34                     |
| 3.  | NK Tekstilac Duga Resa       | 22                     | 16                     | 2                      | 4                      | 79:21                  | 34                     |
| 4.  | NK Korana Turanj             | 22                     | 14                     | 5                      | 3                      | 70:33                  | 33                     |
| 5.  | NK Proleter Ilovac           | 22                     | 10                     | 5                      | 7                      | 57:43                  | 25                     |
| 6.  | NK Zadrugar Mostanje         | 22                     | 9                      | 3                      | 10                     | 70:47                  | 21                     |
| 7.  | NK Vatrogasac Gornje Mekušje | 22                     | 9                      | 3                      | 10                     | 55:65                  | 21                     |
| 8.  | NK Radnički Slunj            | 22                     | 8                      | 3                      | 11                     | 40:58                  | 19                     |
| 9.  | NK Jedinstvo Vrginmost       | 22                     | 5                      | 2                      | 15                     | 32:58                  | 12                     |
| 10. | NK Mladost Rečica            | 22                     | 4                      | 3                      | 15                     | 23:66                  | 11                     |
| 11. | NK Petrova gora Vojnić       | 22                     | 4                      | 1                      | 17                     | 40:105                 | 9                      |
| 12. | NK Sloga Draganić            | 22                     | 2                      | 1                      | 19                     | 20:118                 | 5                      |
| 13. | NK Jaska Jastrebarsko        | odustala od natjecanja | odustala od natjecanja | odustala od natjecanja | odustala od natjecanja | odustala od natjecanja | odustala od natjecanja |